# Отто (граф Липпе-Браке)
Отто Липпе-Бракский (нем. Otto von Lippe-Brake; 21 сентября 1589 — 18 ноября 1657, Бломберг) — граф Липпе-Браке.

## Биография
Отто — сын Симона VI Липпского и его супруги Елизаветы Гольштейн-Шаумбургской. После смерти отца ему наследовал старший брат Симон VII. Младший брат Отто Филипп основал впоследствии в Бюккебурге самостоятельную династийную линию Шаумбург-Липпе. В 1621 году состоялся новый раздел Липпе, и Отто основал собственную линию Липпе-Браке, угасшую в 1709 году.
Отто состоял в Плодоносном обществе под именем «Коричневый» (Der Braune).

## Потомки
5 октября 1626 года Отто женился на Маргарите Нассау-Дилленбургской (1606—1661), дочери графа Георга Нассау-Дилленбургского. В семье родилось 12 детей.
- Казимир (1627—1700), женат на Амалии Сайн-Витгенштейн-Гомбургской (1642—1683)
- Эрнст (1628—1628)
- Амалия (1629—1676), замужем за Германом Адольфом, графом Липпе-Детмольда (1616—1666)
- Юлиана (1630—1631)
- Сабина (1631—1684)
- Доротея (1633—1706), замужем за графом Иоганном Куновицким (1624—1700)
- Вильгельм (1634—1690), женат на графине Людовике Маргарите Бентгейм-Текленбургской
- Мориц (1635—1666)
- Фридрих (1638—1684), женат на Софии Луизе Шлезвиг-Гольштейн-Зондербургской (1650—1714)
- Отилия (1639—1680), замужем за графом Фридрихом Лёвенштейн-Вертгейм-Фирнебургским (1629—1683)
- Георг (1641—1703), женат на Марии Зауэрман (ум. 1692)
- Август (1644—1701), фельдмаршал гессен-кассельской армии